# Cheilocostus speciosus

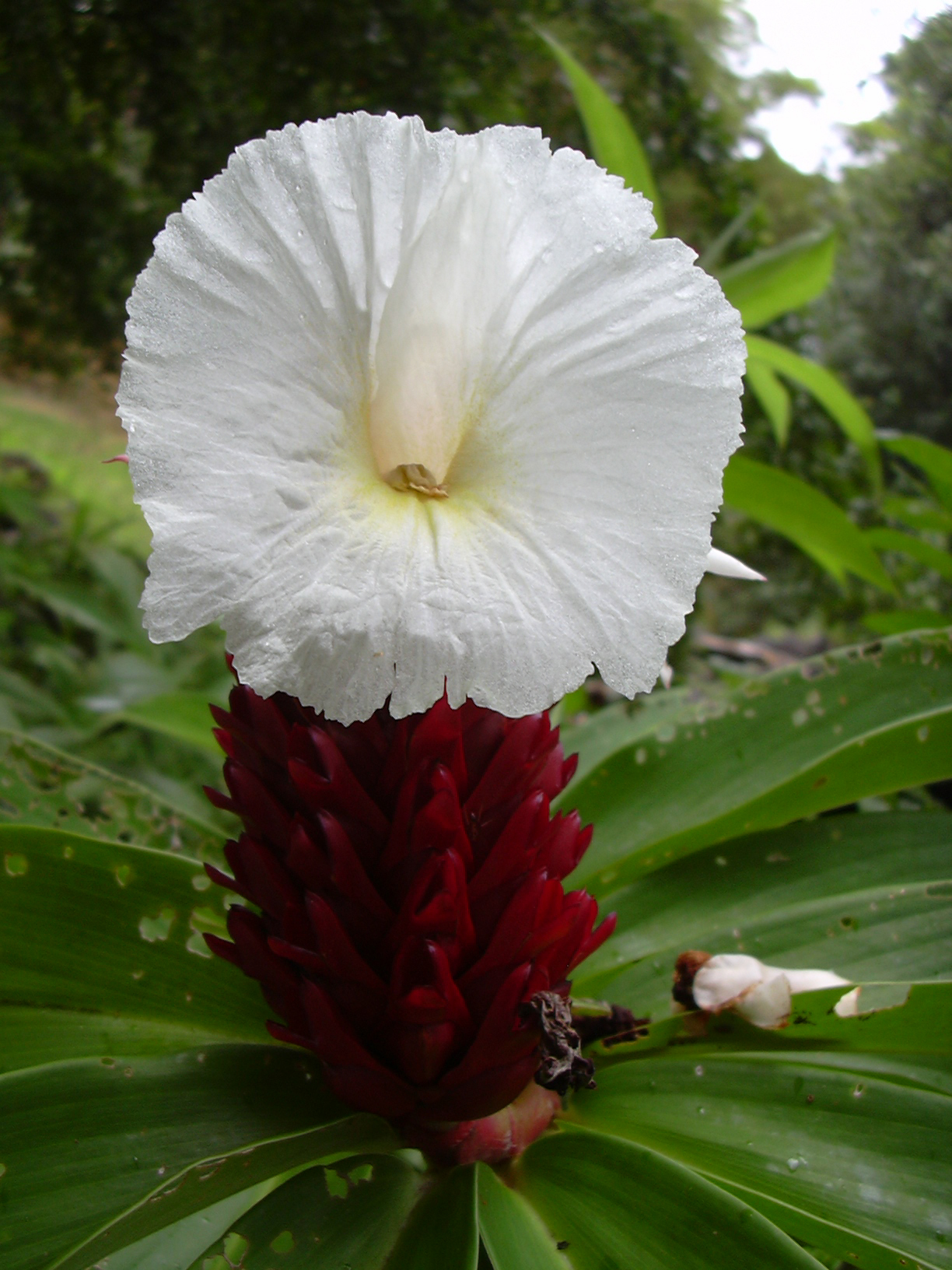
Zbliżenie kwiatu

Cheilocostus speciosus, kostus wspaniały – gatunek rośliny z rodziny kostowcowatych. Pochodzi tropikalnych rejonów Azji.

## Morfologia
PokrójBylina do 3 m, z dużym kłączem.
LiścieNaprzemianległe, krótkoogonkowe, o długości do 45 cm. Ostro zakończone, błyszczące, od spodu owłosione.
KwiatyStojące kłosy, przykwiatki i działki kielicha czerwone, z jednym dużym zwiniętym płatkiem. Płatki korony białe, brzegi lekko frędzelkowate, z żółtym środkiem.
OwoceEliptyczne, jaskrawoczerwone, długości 1–3 cm, owłosione, pękające na trzy części.

## Zastosowanie
- Sadzony jako roślina ozdobna w parkach.
- Wykorzystywany w tradycyjnej medycynie azjatyckiej[5], z kłącza otrzymuje się substancje do produkcji sztucznych hormonów[6].